# 波若尼城堡州
波若尼城堡州（匈牙利語：Pozsony vármegye），是匈牙利王国西北部的一个行政单位。其历史上的下辖领土现今只有极少一部分属于今匈牙利，大部分地区现今属今斯洛伐克。该城堡州的州府为波若尼（今布拉迪斯拉发）。
该城堡州北部和东部与尼特劳城堡州接壤，南部与莫雄城堡州、杰尔城堡州和科马罗姆城堡州为邻，西部则与奥地利的下奥地利州接壤。

## 地理
该城堡州的大部分地区为平原，只有在西北部被喀尔巴阡山脉的一个支脉穿过其中，将该州的平原地带一分为二。其南部的平原属于小匈牙利平原一带，而北部则属于维也纳盆地一带。该城堡州的重要河流有多瑙河、摩拉瓦河、瓦赫河等，其中多瑙河在波若尼一带分为小多瑙河和老多瑙河两条支流。

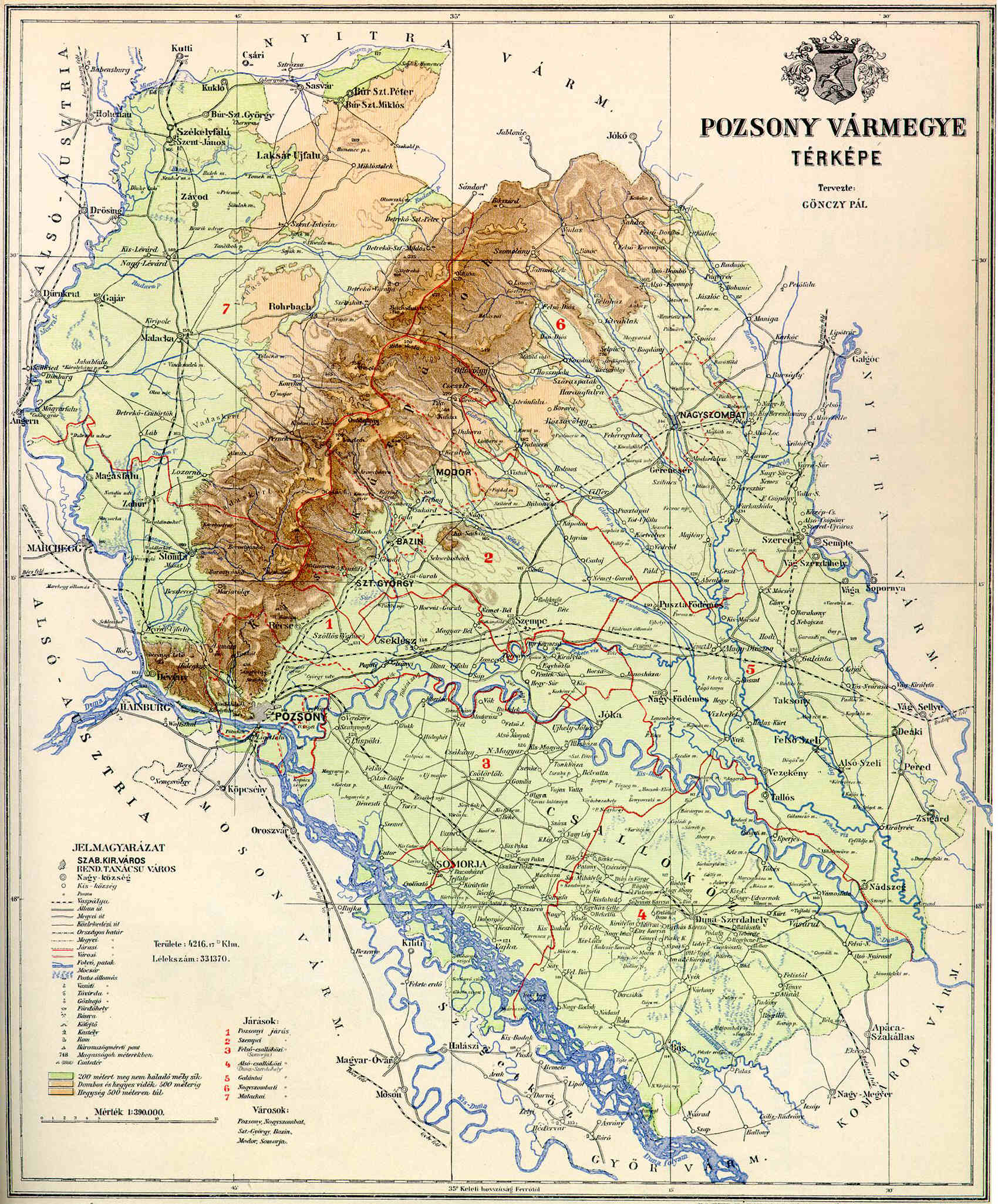
波若尼城堡州地形图

## 历史
该城堡州大约在1000年或更早之前就已经建立，因此属于匈牙利最古老的城堡州之一。其历史上的下辖领土目前被划分在斯洛伐克的布拉迪斯拉发州和特尔纳瓦州之间。在匈牙利历史上，波若尼州的州府波若尼是匈牙利王国极其重要的组成部分之一，在1536年到1783年间，这座城市是匈牙利国王的加冕地点、首都和立法中心，11位匈牙利国王和8位王后在波若尼的圣马尔通主教座堂加冕。从17世纪到匈牙利改良时代，大多数匈牙利国会都在这里召开，这座城市是许多匈牙利、德国和斯洛伐克著名历史人物的家乡。
1920年，该城堡州的大部分地区因《特里亚农和约》被划归捷克斯洛伐克，只有几个位于希盖特库兹的郊外地区仍留在匈牙利境内。
1923年，留在匈牙利的这些地区与同样因《特里亚农和约》而残缺的杰尔城堡州和莫雄城堡州合并，组成了杰尔、莫雄与波若尼在行政上临时合并的城堡州。
1938年，根据第一次维也纳仲裁，原先因《特里亚农和约》从波若尼州被划归出去的领土的大部分重归匈牙利。重归领土中较大的部分位于希盖特库兹，且被并入了科马罗姆城堡州，小多瑙河以北的区域则与同样也因《特里亚农和约》被从尼特劳城堡州划归出去但如今重归匈牙利的领土部分合并，组成了尼特劳与波若尼在行政上临时合并的城堡州。而原杰尔、莫雄与波若尼在行政上临时合并的城堡州的名称与领土并未改变。同年，德温与波若尼利盖特法卢被划归给德国（隶属下多瑙帝国大区）。
第二次世界大战结束后，维也纳仲裁被宣布无效，1938年前的边界被恢复。杰尔、莫雄与波若尼在行政上临时合并的城堡州于1945年正式合并，改名为杰尔-莫雄州。
在1950年匈牙利州改中，杰尔-莫雄州与肖普朗州合并，成立杰尔-肖普朗州，其名称自1990年起改为杰尔-莫雄-肖普朗州。
该城堡州北部属于斯洛伐克的部分自1996年起分别划入布拉迪斯拉发州、特尔纳瓦州和尼特拉州。

## 人口
1910年，该城堡州的总人口为389,700人，其中：
- 166,017人为斯洛伐克人（42.60%）
- 163,367人为匈牙利人（41.92%）
- 53,822人为德意志人（13.81%）
- 6,544人为其他民族（1.68%）

## 行政区划
在20世纪初，该城堡州被划分为七个区份：

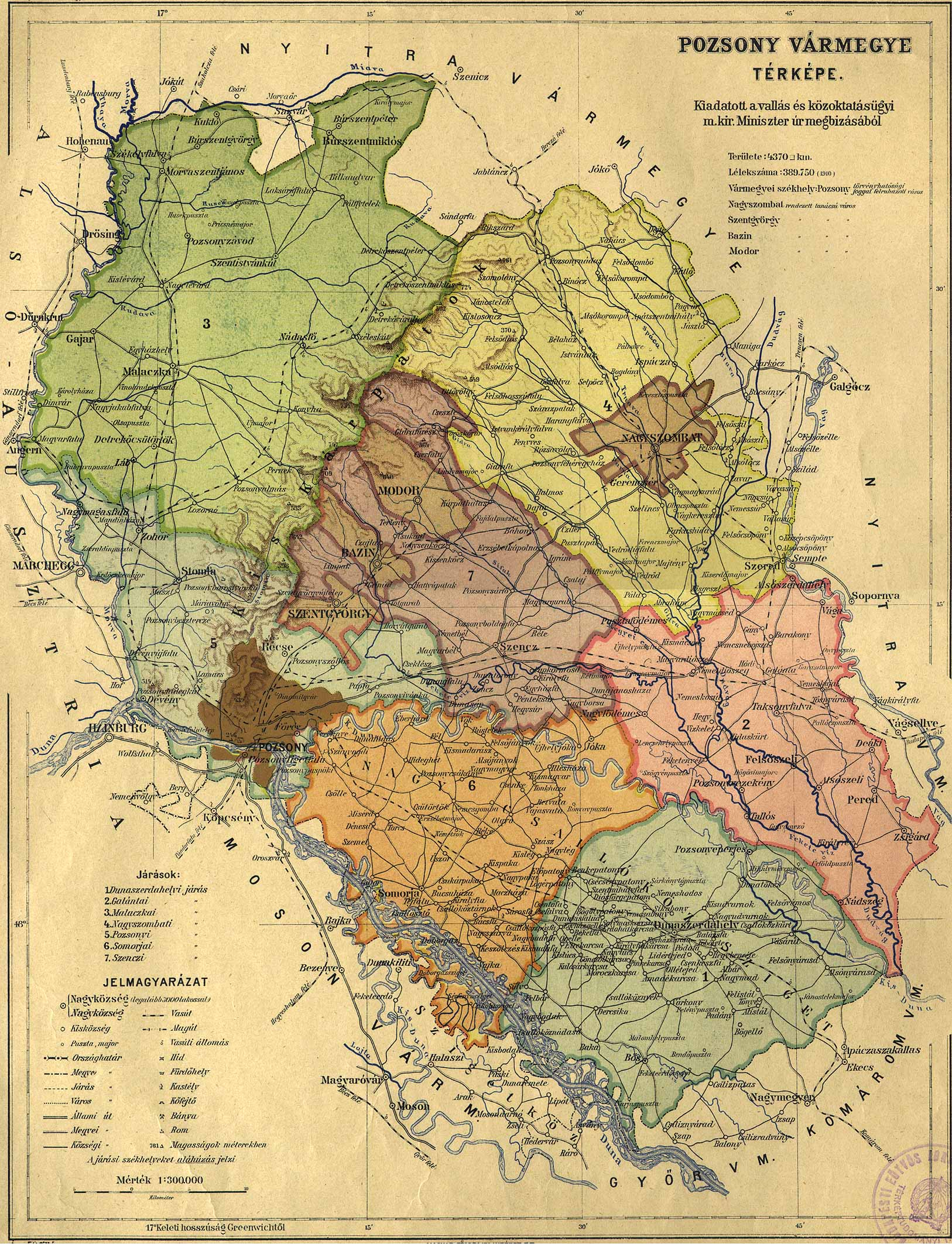
1910年波若尼城堡州行政区划图

- 多瑙塞尔道黑伊区（原称下乔勒克库兹区），区首府为多瑙塞尔道黑伊
- 高兰塔区（原称外区），区首府为高兰塔
- 毛洛茨考区（原称山外区），区首府为毛洛茨考
- 瑙吉松包特区，区首府为瑙吉松巴特，该首府是有序理事会城市（匈牙利语：Rendezett tanácsú város）
- 波若尼区（匈牙利语：Pozsonyi járás）（原称中央区），区首府波若尼，该首府是法定自治主体权城市（匈牙利语：Törvényhatósági jogú város）
- 朔默里尧区（匈牙利语：Somorjai járás）（原称上乔勒克库兹区），区首府为朔默里尧
- 森奇区（原称小区），首府为森奇

此外，该城堡州还有三个有序理事会城市： 莫都尔、圣捷尔吉、鲍金。

## 书目
- Borovszky Samu: Magyarország vármegyéi és városai. Pozsony vármegye és Pozsony, 1904
- Áldásy Antal 1904: Adalékok a Pozsony vármegyei nemesek névsorához. Turul 1904/3.
- Diana Dikáczová 2006: Príspevok k problematike šľachty vo vybraných slobodných kráľovských mestách Bratislavskej stolice v 17. a na začiatku 18. storočia. Historické rozhľady III, 283-309.
- Pongrácz et al. 2008: Pozsony vármegye nemes családjai. Debrecen.